# Aureola

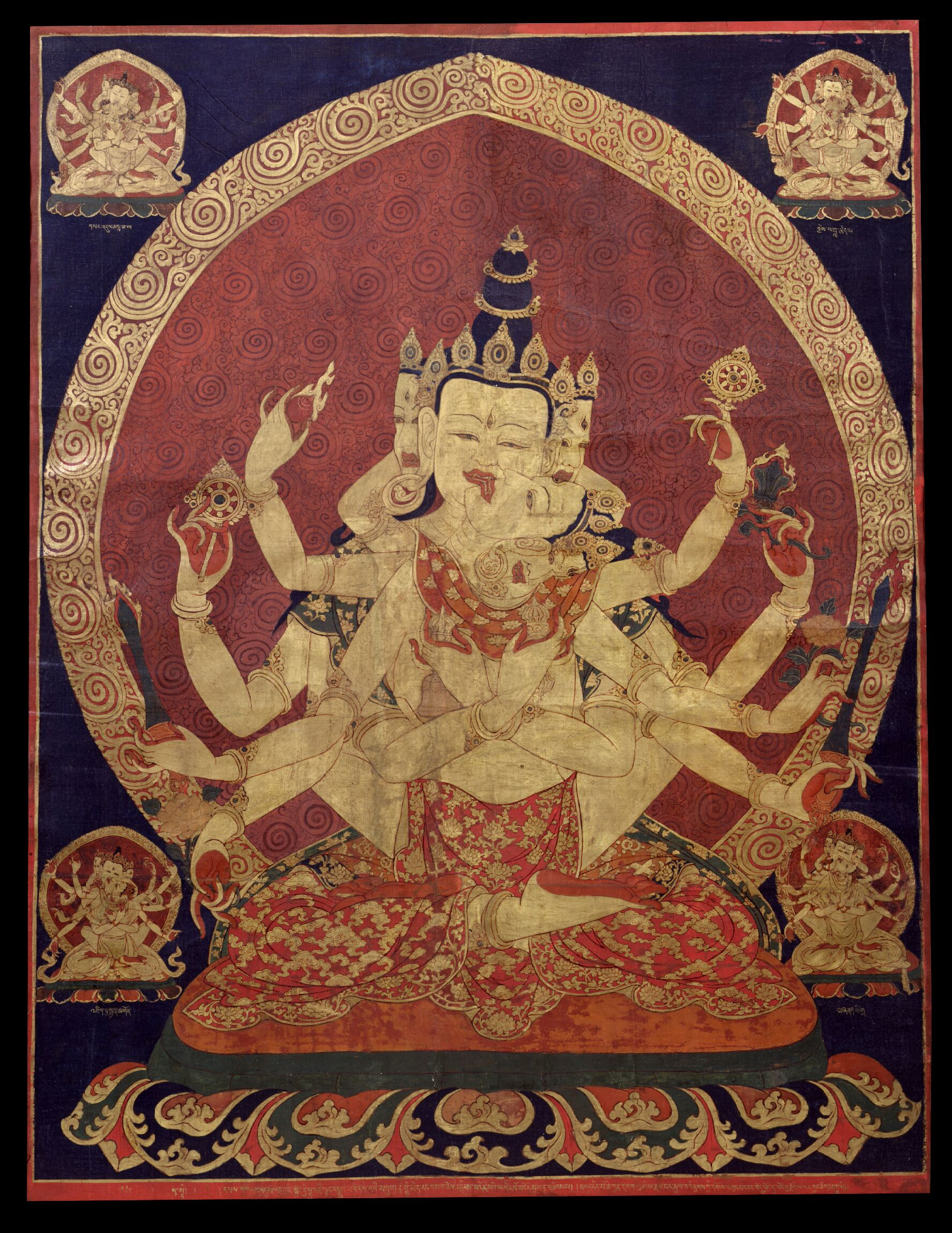
Thanka Tibetano con Guhyasamaja Akshobhyavajra central,, Museo de Arte de Rubin.

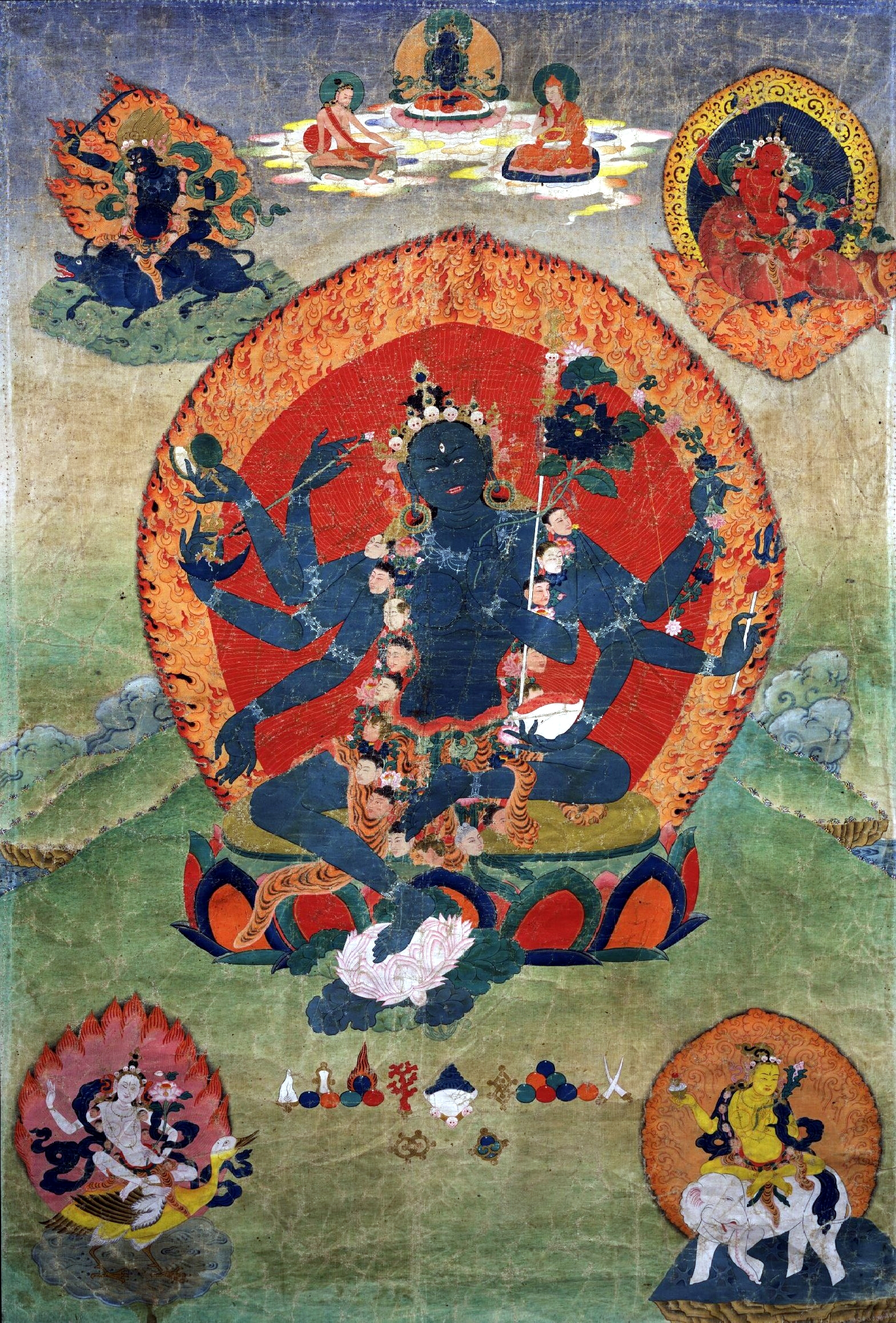
Thanka tibetano del siglo XVIII, con la Tara Verde (Samaya Tara Yogini) en el centro y las Taras Azul, Roja, Blanca y Amarilla en las esquinas, Museo de Arte de Rubin.

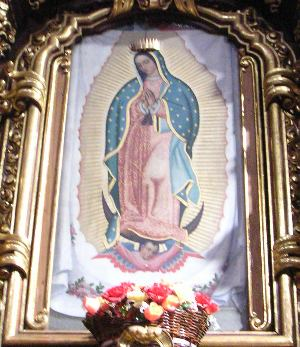
Las imágenes de la Virgen María, madre de Jesús, frecuentemente están rodeadas por una aureola, como en esta imagen de Nuestra Señora de Guadalupe.

Se llama aureola (del latín áurea, ‘dorado’) al disco, aro o círculo de luz que se observa alrededor de la cabeza de personajes sagrados en cuadros, vitrales o esculturas. Durante los inicios del arte cristiano, esa forma de representar la "iluminación" estaba restringida a la imagen de Jesucristo, extendiéndose luego a la Virgen, los apóstoles, los ángeles y, finalmente ya desde el siglo V, a todos los santos e incluso a los objetos simbólicos del culto cristiano. En algunas ocasiones, en especial en las representaciones góticas de santos, se incluye el nombre del santo dentro de la aureola.

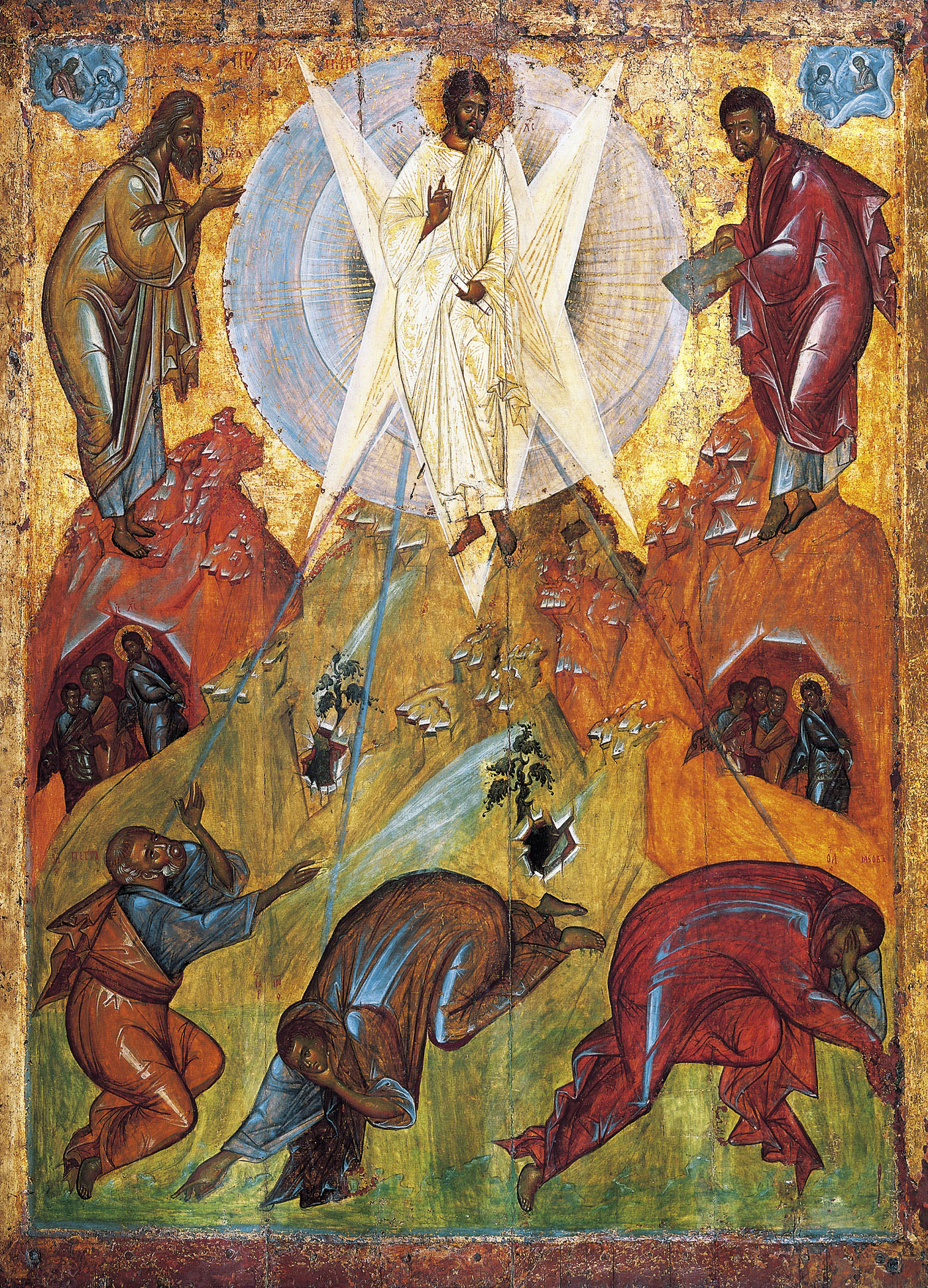
Icono ruso con la Transfiguración. Jesús es mostrado rodeado por una aureola azul con destellos blancos (atribuido a Teófanes el Griego, Galería Tretiakov, Moscú).

La aureola ha sido utilizada también como una forma oval o elíptica cuando rodea el cuerpo completo de la figura, aunque también se observan formas circulares o cuadradas en algunas representaciones. En ocasiones el artista coloca también detrás de sus figuras círculos dorados o adornados con estrellas para representar las aureolas. Cuando ésta se representa como un disco luminoso sobre la cabeza se conoce como halo o nimbo, mientras que la combinación de nimbo y aureola se conoce por gloria. La distinción entre nimbo y aureola no siempre es respetada, siendo la última la forma más frecuente de representar el aura o manifestación visual de la fuerza espiritual de los santos, ángeles o las personas de la Santísima Trinidad.
El nimbo en el arte cristiano apareció por primera vez en el siglo V. El origen de la aureola, sin embargo, se remonta unos siglos antes, al arte precristiano helenístico. También puede ser observado en representaciones de dioses y reyes durante el Imperio persa, y aparece así en monedas de los reyes de Kushan, Kanishka, Huvishka y Vasudeva, así como también en la mayoría de las representaciones de Buda del arte Greco-budista del siglo I a. C., Su uso desde los egipcios y la Grecia helenísticos se extiende en los inicios del Imperio romano. Ejemplos de uso del nimbo en este contexto se observan en los reversos de monedas romanas, con representaciones de Trajano (Arco de Constantino) y Antonino Pío. Varios emperadores romanos fueron frecuentemente representados usando una corona radiante, cuyos rayos pretendían ilustrar los provenientes del Sol.
La forma circular del nimbo constituye una forma de uso natural y primitiva de la idea de una corona,[cita requerida] modificada por una idea simple equivalente de la emanación de luz desde la cabeza de un individuo superior, o bien, por el fenómeno meteorológico de un halo frecuentemente observado en el Sol, la luna y las estrellas. Es probable que asociaciones posteriores del símbolo tuvieran un origen en la astrología primitiva, como en el caso del dios persa Mitra, glorificado frecuentemente identificándolo con el Sol y representándolo con su imagen. La aureola es también el hvareno del mazdeísmo.
De haberse iniciado de tal forma en la astrología primitiva, la forma de "gloria" o "nimbo" habría sido adaptada o heredada por diferentes religiones con posterioridad.

## Mandorla

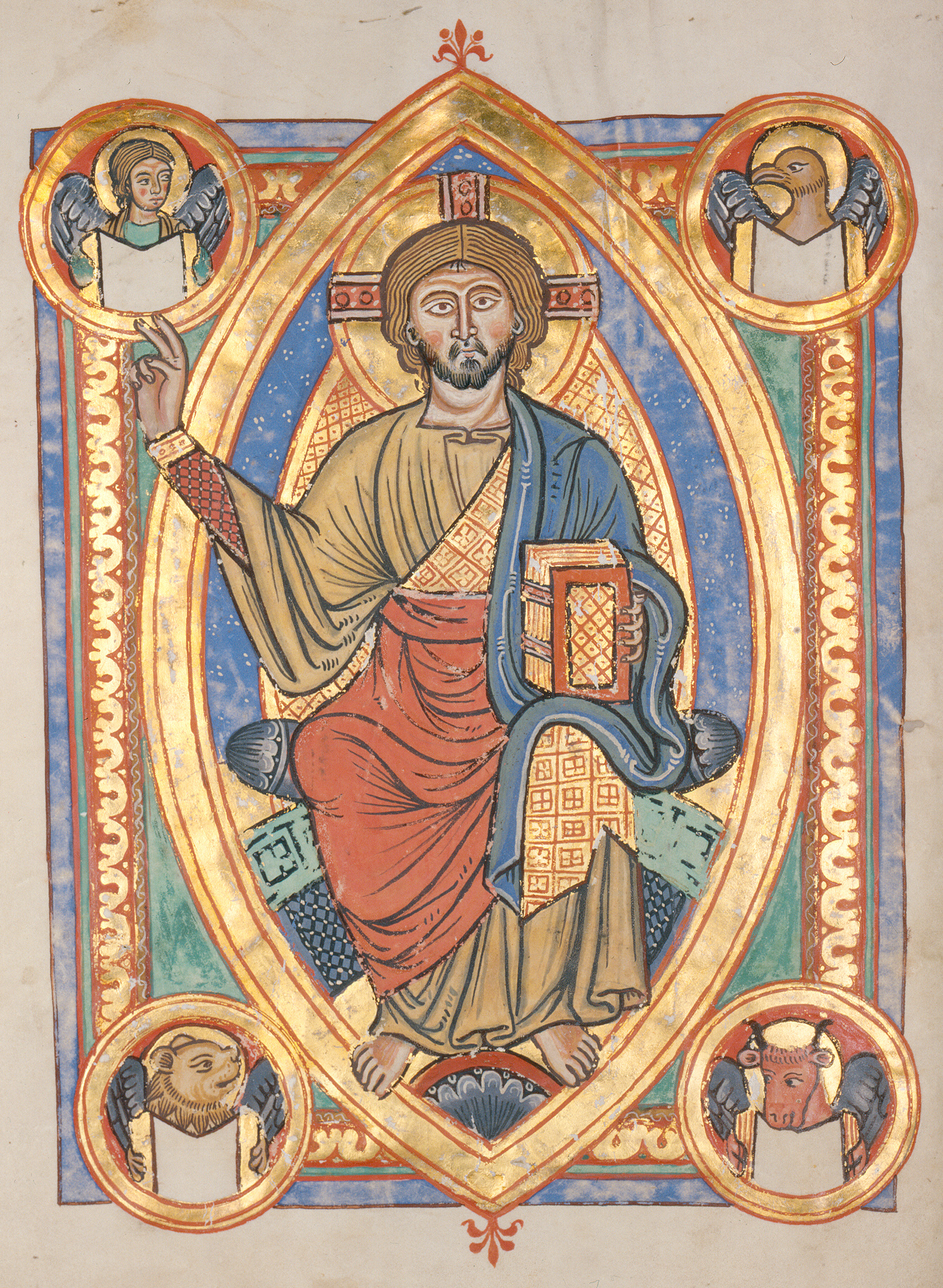
Cristo glorificado mostrado con una mandorla en un manuscrito medieval.

Una Mandorla es una aureola conformada por dos círculos (Vesica piscis) los cuales rodean las figuras de Jesucristo y la Virgen María en el arte cristiano tradicional.
Su uso está especialmente enfocado a la figura del Cristo en Majestad durante los inicios del medievo y en el arte románico, además de en el arte bizantino durante las mismas épocas. El término se refiere a una forma semejante a una almendra: "mandorla" significa almendra en italiano. La mandorla es ampliamente usada en los iconos de la Iglesia Ortodoxa para representar momentos sagrados trascendentes en el tiempo y el espacio, como son la Resurrección, la Transfiguración, y la Ascensión de la Theotokos (La Madre de Dios). Tales mandorlas son frecuentemente dibujadas con varios círculos concéntricos cuyo color se oscurece conforme se acercan al centro, de conformidad con el uso en la Teología negativa, descrita por el Pseudo Dionisio Areopagita y otros. En la medida que la santidad se incrementa no existe forma de representar su brillo, salvo por la oscuridad. En la época medieval la mandorla representaba el Ichthys (pez en griego), las heridas de Jesús y el "canal de nacimiento" (vagina) de la Virgen María, que es el camino por el cual Jesús "entró" al mundo físico.
Este símbolo es además usado fuera del cristianismo. En varias religiones la almendra es asociada con el nacimiento de una virgen. Por ejemplo en la mitología griega la ninfa virgen Nana milagrosamente concibió a Atis colocando una almendra entre sus pechos.
En un famoso fresco románico de Cristo en la Gloria en la Iglesia de San Clemente de Taüll puede observarse la inscripción "Ego Sum Lux Mundi" en el diseño de una mandorla.

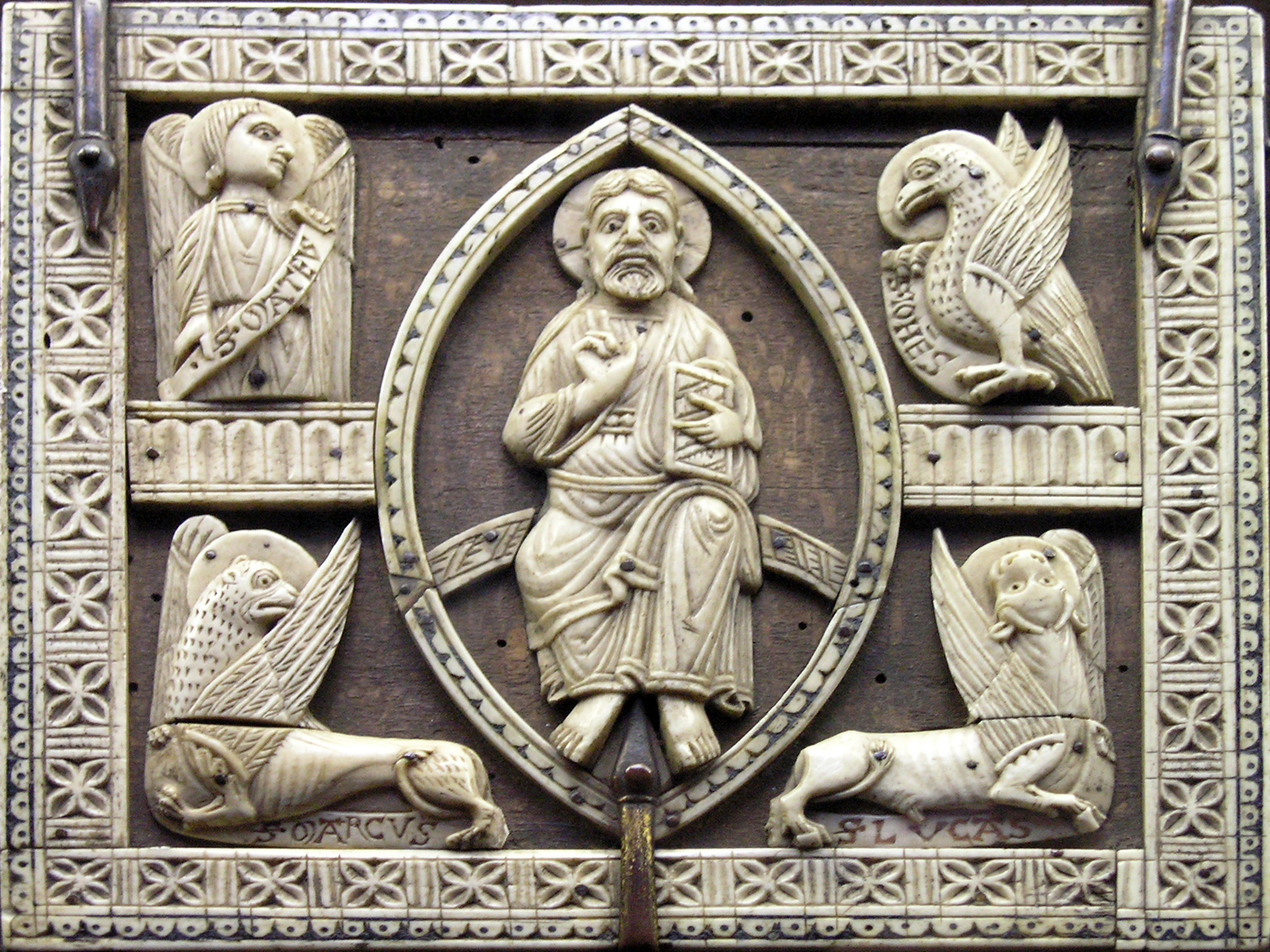
Cristo en Majestad en una mandorla, rodeado por los emblemas de los evangelistas: placas de marfil sobre un cofre de madera, Colonia, primera mitad del (Museo de Cluny)

El tímpano de la catedral de Conques contiene al Cristo grabado en una escultura románica, mostrando ángeles a sus pies llevando candelabros. Seis estrellas le rodean, representadas por flores en capullos que indican los planetas conocidos, incluyendo la luna. En este simbolismo Cristo representa al Sol.
En otra escultura similar, en el pueblo de Cervon (Francia), Cristo está sentado rodeado por ocho estrellas, igualmente representadas por capullos de flores de seis pétalos.
En tal escultura el motivo de la almendra con cinco pétalos es repetido por el borde de una mandorla, correspondiendo con el número conocido en aquel entonces de flores de almendra, las primeras flores en aparecer al final de invierno, incluso antes que las hojas del árbol de almendra. En esta escultura se aprecia un candelabro de nueve ramas (Janucá), cuyo significado es difícil de precisar, pero es probable que esté relacionado con la escuela del judaísmo que se cree se inició en la comunidad judía medieval de Narbona, y que coincide además con los orígenes de la Cábala.
Por otro lado en la escultura en Cervon, la estrella/flor está conformada por solo seis pétalos: la estrella de David, la estrella de la Mañana, la cual es mencionada al final del libro del Apocalipsis (22:16)  (En uno de los manuscritos más antiguos conservados de la Biblia Hebrea, el Codex de Leningrado, la Estrella de David se encuentra dentro de un octógono).
De acuerdo con el simbolismo de Santa Hildegarda de Bingen la mandorla se refiere al Cosmos.